# Rosenbergia rufolineata
Rosenbergia rufolineata là một loài bọ cánh cứng trong họ Cerambycidae.